# Die Straße (1958)
Die Straße ist ein im Stil eines Hintertreppenromans gedrehtes, deutsches Filmdrama aus dem Jahre 1958 von Hermann Kugelstadt mit Martha Wallner, Heinz Drache und Rolf Kutschera in den Hauptrollen. 

## Handlung
Die Straße, das ist die Heimat zahlreicher gestrandeter Mädchen der Großstadt, von ihren Kunden auch verächtlich „Bordsteinschwalben“ genannt. Hier tippeln die „gefallenen“ jungen Damen bei Einbruch der Abendstunden entlang, immer auf der Suche nach neuer Kundschaft. Wer hier gelandet ist, befindet sich „ganz unten“, denn die Frauen sind Prostituierte. Einige von ihnen wurden dazu genötigt, so auch Andrea, die im Zentrum der Handlung stehen. Sie ist unverschuldet in die Fänge des skrupellosen Finsterlings Korbanke geraten, einem miesen Drogenhändler und Zuhälter. Der behandelt Andrea wie seine anderen Mädchen ziemlich schlecht, und die junge Frau sieht keinen Ausweg, sich ihm zu entziehen. 
Eines Tages kehrt nach fünf Jahren Abwesenheit ihr Jugendfreund Bob Schneider zurück in die Stadt. Bob war in seiner Abwesenheit als Ingenieur in Afrika tätig und befindet sich auf kurzem Heimaturlaub, den er auch dafür nutzen will, nach seiner Jugendliebe Andrea zu sehen. Er ist entsetzt, wie tief sie in der Zwischenzeit gesunken ist und will Abhilfe schaffen. Erst spät erfährt der Unwissende, dass er der Vater von Andreas kleinem Kind ist. Korbanke missfällt Bobs Heimkunft sehr, und angesichts der Tatsache, dass sich der junge Mann häufig in Andreas Nähe aufhält, ohne offensichtlich ein Freier zu sein, nimmt Korbanke an, dass Bob für die Polizei arbeitet. Um ihn loszuwerden, plant Korbanke, Bob in eine Falle zu locken …

## Produktionsnotizen
Die Straße ist ein sehr spätes Exemplar des vor allem im deutschen und dänischen Stummfilm sehr beliebten Genres des Sittenfilms. Die deutsche Produktion wurde mit dem Arbeitstitel Hafenmarie in Wien, wo er unter dem leicht veränderten Titel Die Frauenstraße anlief, gedreht und am 26. September 1958 in Deutschland uraufgeführt.
Felix Smetana entwarf die Filmbauten, Erika Russ die Kostüme. Hans Hagen übernahm die musikalische Leitung.
Die spätere Schlagersängerin Mary Roos gab hier unter ihrem Geburtsnamen Rosemarie Schwab neunjährig ihr Filmdebüt. Sie singt das Lied „Little Teenager Song“.

## Kritik
Der Filmdienst nannte den Streifen „unglaubwürdig“ und resümierte: „Hintertreppendrama im Hafenmilieu mit kitschig-moralischem Ende.“